# Бачурко, Игорь Сергеевич
Игорь Сергеевич Бачурко (12 февраля 1954) — советский футболист, полузащитник.

## Биография
Воспитанник эстонского футбола, взрослую карьеру начинал в командах чемпионата Эстонской ССР среди КФК. В 1975 году был приглашён в команду мастеров — «Динамо» (Ленинград), выступавшее во второй лиге СССР, провёл в ней два сезона. С 1977 года в течение восьми сезонов выступал в Казахской ССР, большую часть времени за клуб «Целинник» (Целиноград) из второй советской лиги. Летом 1979 года был приглашён в основную команду республики — «Кайрат» (Алма-Ата). Дебютный матч в высшей лиге сыграл 8 августа 1979 года против одесского «Черноморца», а первый гол забил 21 октября 1979 года в ворота ЦСКА. Всего за полсезона сыграл 9 матчей и забил один гол в высшей лиге, весной следующего года также провёл один матч за «Кайрат» в Кубке СССР. Весной 1981 года выступал в первой лиге за «Трактор» (Павлодар). Из-за травмы мениска, полученной в начале 1980-х, не смог закрепиться на высоком уровне. В 1985 году вернулся в Эстонию и провёл пять сезонов в клубе второй лиги «Спорт» (Таллин), также в этот период играл за команды КФК в чемпионате республики.
В начале 1990-х годов по приглашению тренера Валерия Овчинникова, ранее возглавлявшего «Спорт», переехал в Нижний Новгород и работал в клубе «Локомотив» тренером и администратором. Позднее работал в Федерации футбола Нижегородской области.
Окончил Казахский институт физкультуры (1983).